# Дубненская колония серых цапель
Дубненская колония серых цапель — памятник природы регионального (областного) значения Московской области, который включает ценные в экологическом и научном отношении природные комплексы, нуждающиеся в особой охране для сохранения их естественного состояния:
- хорошо сохранившиеся естественные пойменные комплексы;
- места обитания редких видов животных, занесенных в Красную книгу Российской Федерации и в Красную книгу Московской области.

Памятник природы основан в 1984 году. Местонахождение: Московская область, Талдомский городской округ, около 1,5 км к северу от деревни Окаёмово Сергиево-Посадского городского округа Московской области. Для предотвращения неблагоприятных антропогенных воздействий на памятник природы на прилегающих к нему с севера и северо-запада территориях создана охранная зона. Площадь памятника природы составляет 93,59 га. Памятник природы включает территорию, где ранее располагалась колония серых цапель, и её ближайшее природное окружение.

## Описание
Территория памятника природы расположена в пределах подмосковной части Верхне-Волжской низменности в районе развития водно-ледниковых и древнеаллювиально-водно-ледниковых плоских, неравномерно дренированных равнин. Кровля дочетвертичных отложений местности представлена глинами юрского периода. Абсолютные высоты в границах памятника природы изменяются от 125,8 м над уровнем моря (урез воды в реке Дубне) до 128 м над уровнем моря (на грядовом возвышении вдоль русла реки).
Памятник природы располагается на пойме реки Дубны (приток реки Волги) в её среднем течении. Пойменные поверхности сформировались на относительных высотах 1—1,5 м над урезом воды в русле реки Дубны. Поверхностные отложения в границах памятника природы представлены преимущественно торфами, оторфованными суглинками, а также аллювиальными песками с гравием и галькой, суглинками и супесями. Уклоны основной поверхности поймы не превышают 1—2 градуса.
В пределах поймы отмечаются вытянутые заболоченные и обводненные старичные понижения различных размеров. Вдоль северо-западной границы территории на 4 км протянулось старое русло реки. Ширина понижения, образованного старым руслом Дубны, — до 14—15 м. На заболоченных участках активно развиваются фитогенные рельефообразующие процессы с образованием кочкарного нанорельефа.
Вдоль границ территории памятника природы пролегают участки русел реки Дубны. Вдоль северо-западной границы протянулось заболоченное и заросшее старое русло реки, а вдоль юго-восточной границы — новое канализированное русло. Гидрологический сток на территории памятника природы направлен в спрямленный участок реки Дубны. Обводненные участки стариц имеют протяженность до 300—600 м. Длина спрямленного и канализированного русла Дубны вдоль границы памятника природы составляет более 3 км. Ширина русла — 15—20 м. В центральной части территории в направлении с севера на юг проложен мелиоративный канал шириной около 6—8 м.
Почвенный покров на переувлажненной территории памятника природы представлен сочетаниями аллювиальных гумусово-глеевых, аллювиальных перегнойно-глеевых и аллювиальных торфяно-глеевых почв.

### Флора и растительность
В памятнике природы на территориях, прилегающих к руслу реки Дубны и старице, ивняково-тростниковые болота чередуются с участками черноольшаников, зарослями ивы пепельной и единичными деревьями ивы пятитычинковой.
Черноольшаники на островах и берегу старицы сложены ольхой чёрной с единичной примесью ивы белой и пятитычинковой. Диаметр стволов ольхи составляет 30—50 см. В подлеске обычны черемуха, ивы пепельная и пятитычинковая, смородина чёрная, малина, реже встречаются калина обыкновенная и шиповник майский. Местами обилен хмель обыкновенный. В травостое этих лесов доминирует крапива двудомная, часто обильна таволга вязолистная. Присутствуют недотрога обыкновенная, паслен сладко-горький, тростник южный, двукисточник тростниковидный, чистец болотный, вербейник обыкновенный, дербенник иволистный, череда трехраздельная, вероника длиннолистная, норичник шишковатый, осока береговая.
В старичном понижении чередуются куртины кустарниковых ив (пепельная, пятитычинковая) и тростниковые болота, иногда с единичными кустарниковыми ивами. По краю тростникового болота, на котором абсолютно доминирует тростник южный, обильны крапива и двукисточник тростниковидный. По кустарниковым ивам вьется эхиноцистис дольчатый, местами встречается малина.
Вдоль берега старицы в зарослях тростника встречается манник большой, сабельник болотный, зюзник европейский, ряска и некоторые другие виды.
Вдоль спрямленного русла Дубны и мелиоративной канавы проходит грунтовая дорога с бурьянным травостоем (крапива, бодяк полевой, полынь обыкновенная, ежа сборная).
Водная и околоводная растительность вдоль русла Дубны представлена кубышкой жёлтой, рдестом блестящим, стрелолистом обыкновенным, частухой подорожниковой, вероникой ключевой, жерушником земноводным, ежеголовником всплывшим, ряской трехдольной и другими видами. Вдоль берега развиты крапивно-злаковые группировки, чаще с двукисточником тростниковидным и кострецом безостым.
В составе бурьянных лугов (вдоль дороги и мелиоративной канавы) преобладают крапива, лопух большой, бодяки обыкновенный и полевой, полынь обыкновенная, повой заборный, эхиноцистис лопастной. Встречаются борщевик сибирский, трехреберник непахучий и другие сорные и рудеральные виды.

### Фауна
Видовой состав фауны позвоночных животных территории типичен для спелых пойменных черноольшаников севера Подмосковья. В то же время здесь встречается ряд видов, очень редких для территории области.
На территории памятника природы отмечено обитание 75 видов наземных позвоночных животных, из них: одного вида амфибий, одного вида рептилий, 68 видов птиц и пяти видов млекопитающих.
Основу фаунистического комплекса наземных позвоночных животных составляют виды, характерные для пойменных сырых черноольшаников и заболоченных речных пойм средней полосы европейской России.
В пределах памятника природы можно выделить два основных зоокомплекса (зооформации): зооформацию сырого пойменного высокотравья с ивняком и одиночными деревьями и зооформацию околоводных и водных местообитаний.
Сырое пойменное высокотравье с зарослями тростника, крапивы, таволги вязолистной и других жесткостебельных травянистых растений, с кустами ив и отдельно стоящими черными ольхами на пространстве между сплошным черноольшаником и рекой Дубной населяют из млекопитающих лоси, кабаны; сюда заходит лисица; на сухих «островках» береговых валов по старому руслу Дубны отмечаются обыкновенный крот и обыкновенный еж.
Здесь по меньшей мере с 1978 года существовала колония серых цапель, гнезда которых располагались на черных ольхах у края сплошного черноольшаника; в 1983 году учтено 29 гнезд, в 1986 году — 23-26 жилых гнезд. В 1987 году птицы покинули это место и образовали новую колонию в 300 м к западу от прежней в охранной зоне данного памятника природы — в черноольшанике квартала 154 близ границы с кварталом 163; в 1989 году здесь отмечено не менее 33 гнезд. Эта «новая» колония существовала по крайней мере до 1990 года. В марте 1991 года до прилета цапель здесь было учтено 44 гнезда; в июне 1994 года колонию нашли брошенной, судя по состоянию гнезд, птицы оставили её не позднее 1992—1993 годов. В настоящее время на месте колонии имеется лишь три нежилых полуразрушенных гнезда. Одним из важных негативных факторов, повлиявших на исчезновение колонии, явилась весенняя охота на уток (вдоль мелиоративного канала, расположенного вблизи колонии, здесь обнаружено несколько охотничьих помостов). Другим таким фактором стала деградация основных кормовых стаций цапель в результате деятельности самой колонии и иных факторов.
Несмотря на исчезновение колонии цапель, территория памятника природы по-прежнему ценна как место гнездования редких видов птиц. В сезон гнездования здесь отмечены территориальные серые журавли (вид, занесенный в Красную книгу Московской области; в начале 1980-х годов было найдено гнездо, гнездование предполагается и в настоящее время), гнездится европейская белая лазоревка, или князек (вид, занесенный в Красную книгу Российской Федерации и Красную книгу Московской области), и ястребиная славка (вид, занесенный в Красную книгу Московской области); здесь гнездятся или отмечаются в период гнездования также болотный лунь, малый пестрый дятел, жулан, серая ворона, садовая камышевка, весничка, серая славка, луговой чекан, варакушка, соловей, белобровик, рябинник, обыкновенная лазоревка, обыкновенная чечевица, камышовая овсянка. В период кочевок встречаются тетеревятник, перепелятник, ворон, большая синица, пухляк. Также обитают большой подорлик (вид, занесенный в Красную книгу Российской Федерации и Красную книгу Московской области), чёрный коршун, обыкновенная горлица, клинтух, трехпалый дятел (виды, занесенные в Красную книгу Московской области), воробьиный сыч (редкий и уязвимый вид, не включенный в Красную книгу Московской области, но нуждающийся на территории области в постоянном контроле и наблюдении).
Из пресмыкающихся встречается живородящая ящерица, из земноводных — травяная лягушка.
Водные и околоводные биотопы на территории памятника природы представлены спрямленным руслом реки Дубны (по обоим берегам которой располагаются искусственные насыпные валы, заросшие бурьяном), мелиоративным каналом и озёрами-старицами на месте старого русла реки Дубны. Здесь гнездятся кряква, свистунок, широконоска, перевозчик, черныш, болотная камышевка, барсучок; кормятся серая цапля, озерная чайка, речная крачка (редкий и уязвимый вид, не включенный в Красную книгу Московской области, но нуждающийся на территории области в постоянном контроле и наблюдении), береговушка. В период весеннего пролёта в годы со значительными разливами воды скапливаются разнообразные виды утиных: кряква, свиязь, свистунок, трескунок, шилохвость (вид, занесенный в Красную книгу Московской области), хохлатая чернеть, красноголовый нырок; в период кочевок регистрируется обыкновенный зимородок (вид, занесенный в Красную книгу Московской области), осенью и зимой по береговым валам кормятся семенами сорняков щеглы, обыкновенные чечетки.

## Объекты особой охраны памятника природы
Охраняемые экосистемы: хорошо сохранившийся отрезок поймы реки Дубны с участками черноольховых и черноольхово-березовых влажнотравных лесов, ивняков и ивняково-тростниковых болот, прибрежно-водная растительность реки и стариц.
Места обитания охраняемых в Московской области, а также иных редких и уязвимых видов животных, перечисленных ниже.
Охраняемые в Московской области, а также иные редкие и уязвимые виды животных:
- виды, занесенные в Красную книгу Российской Федерации и в Красную книгу Московской области: большой подорлик, европейская белая лазоревка (белая лазоревка, или князек);
- виды, занесенные в Красную книгу Московской области: чёрный коршун, серый журавль, шилохвость, обыкновенная горлица, клинтух, обыкновенный зимородок, трехпалый дятел, ястребиная славка;
- виды, являющиеся редкими и уязвимыми таксонами, не внесенные в Красную книгу Московской области, но нуждающиеся на территории области в постоянном контроле и наблюдении: речная крачка, воробьиный сыч, белоспинный дятел.